# Halodiplosis climacopterae
Halodiplosis climacopterae är en tvåvingeart som beskrevs av Fedotova 1993. Halodiplosis climacopterae ingår i släktet Halodiplosis och familjen gallmyggor.
Artens utbredningsområde är Kazakstan. Inga underarter finns listade i Catalogue of Life.